# Nashville (film fra 1975)
Nashville er en amerikansk musical-komedie-dramafilm fra 1975 instrueret og produceret af Robert Altman. Filmen følger forskellige personer, der er involveret i country- og gospelmusikindustrien i Nashville, Tennessee, i løbet af den fem-dages periode op til en gallakoncert for en populistisk outsider, der stiller op nominering til præsidentvalget for Replacement Party.
Nashville er ofte fremhævet for sit omfang; filmen har 24 hovedpersoner, en times musikalske numre og flere parallelle historier. Blandt de mange medvirkende er David Arkin, Ned Beatty, Karen Black, Ronee Blakley, Geraldine Chaplin, Shelley Duvall, Allen Garfield, Henry Gibson, Scott Glenn, Jeff Goldblum, Barbara Harris og Lily Tomlin.
Manuskriptet til Nashville blev skrevet af Altmans mangeårige samarbejdspartner Joan Tewkesbury og er delvist baseret på hendes oplevelser som fremmed, der besøgte byen og betragtede dens lokale musikindustri. Adskillige hændelser, som hun oplevede, indgår i den færdige film. Altman improviserede dog adskillige yderligere scener og plottråde under optagelserne. Filmen blev optaget "on location" i Nashville i 1974.
Nashville blev udgivet i sommeren 1975 af Paramount Pictures og modtog ved premieren udbredt ros fra kritikerne. Filmen blev nomineret til fem Oscars, herunder i kategorierne bedste film, bedste instruktør, bedste kvindelige birolle (for både Ronee Blakley og Lily Tomlin), og vandt i kategorien bedste originale sang for Keith Carradines sang "I'm Easy". Filmen blev nomineret til i alt 11 Golden Globe Awards, til dato det højeste antal nomineringer modtaget af en film. I Danmark modtog filmen ved Bodiluddelingen Siden da er filmen blevet betragtet som Altmans magnum opus, og er medtaget på flere lister over "verdens bedste film". I 1992 blev filmen udvalgt til bevarelse i United States National Film Registry under Library of Congress som værende "kulturelt, historisk eller æstetisk betydningsfuld".

## Medvirkende i udvalg
- David Arkin som Norman
- Barbara Baxley som Lady Pearl
- Ned Beatty som Delbert "Del" Reese
- Karen Black som Connie White
- Ronee Blakley som Barbara Jean
- Timothy Brown som Tommy Brown
- Keith Carradine som Tom Frank
- Geraldine Chaplin som Opal
- Robert DoQui som Wade Cooley
- Shelley Duvall som Martha
- Allen Garfield som Barnett
- Henry Gibson som Haven Hamilton
- Scott Glenn som Pfc. Glenn Kelly
- Jeff Goldblum som tavs tri-motorcyklist
- Barbara Harris som Winifred
- Lily Tomlin som Linnea Reese
- Gwen Welles som Sueleen Gay
- Keenan Wynn som Mr. Green
- Thomas Hal Phillips som Hal Phillip Walker
- Elliott Gould som sig selv
- Julie Christie som sig selv

## Modtagelse blandt publikum og kritikere

### Kommercielt salg
Filmen indspillede $6,8 millioner i Nordamerika i 1976 og senere i alt $10 mio. og var den syvogtyvende mest indbringende årets film."

### Modtagelse hos kritikere
Nashville fik positive anmeldelser fra kritikerne. The Boston Globe skrev, at filmen var "måske den mest omtalte amerikanske film siden Orson Welles' Citizen Kane. The New Yorker beskrev den som " den sjoveste episke vision af Amerika, der nogensinde er vist på lærredet." Gene Siskel, Roger Ebert og Leonard Maltin gav filmen firestjernede anmeldelser og kaldte den den bedste film i 1975. I sin første anmeldelse skrev Ebert "efter at jeg så den, følte jeg mig mere levende, jeg følte, at jeg forstod mere om mennesker, jeg følte mig på en eller anden måde klogere. Så god er filmen. " I 2000 medtog Ebert den i sin samling The Great Movies.
The New York Times roste filmens musik som værende "sjov, bevægende og næsten nonstop" såvel som dens "veldefinerede struktur, [hvori] individuelle sekvenser ofte er sprængfyldt med den slags liv, der synes umuligt at planlægge." New York Daily News roste filmens detaljer og den karakterer og skrev: "Jeg har set Nashville 4½ gange, og jeg opdager stadig dimensioner, som jeg ikke før havde set." Los Angeles Times roste humoren, der blev beskrevet som værende "fra slapstick til satire", og roste filmen som "den mest originale og provokerende amerikanske film i meget lang tid."
Ifølge filmkritikeren Ruth McCormick kom der dog efter den indledende bølge af ros mere kritiske røster. "Robert Mazzocco i The New York Review of Books, Greil Marcus i The Village Voice og John Malone i The New York Times skrev artikler, der gik fra at kritisere filmen for at være overfladisk og overvurderet, til ligefrem at hade filmen for dens påståede æstetiske mangler og dens påståede pessimisme, kynisme og sexisme."
På websitet Rotten Tomatoes er 89% af 76 kritikeres anmeldelser positive med en gennemsnitlig score på 8,70/10.

## Priser og nomineringer
Nashville modtog adskillige nomineringer og priser, herunder i alt 11 Golden Globe-nomineringer, hvilket pr. 2024 er det største antal nogensinde modtaget af én film. Den modtog fire nomineringer i en enkelt skuespillerkategori; dette var, og er fortsat, uden fortilfælde ved store filmprisuddelinger.
Den vandt BAFTA-prisen for bedste soundtrack. og modtog ved Bodiluddelingen i 1977 prisen for Bedste ikke-europæiske film. 

## Eftermæle
I dag anses Nashville i kritikerkredse som Altmans magnum opus, såvel som en af de største film gennem tiderne. I 1992 blev Nashville af Library of Congress udvalgt til bevarelse i United States National Film Registry som værende "kulturelt, historisk eller æstetisk betydningsfuld". Filmen blev i 2007 medtaget som nr. 59 på American Film Institutes liste " AFI's 100 years... 100 Movies - 10th Anniversary Edition"; den optrådte dog ikke på den oprindelige liste fra 1998. I 2013 rangerede Entertainment Weekly den som den niendestørste film i historien. Nashville var nummer 14 på BBCs liste fra 2015 over de 100 bedste amerikanske film.